# Brachyphylla cavernarum
Brachyphylla cavernarum је врста слепог миша из породице Phyllostomidae. 

## Распрострањење
Ареал врсте Brachyphylla cavernarum обухвата већи број држава. Врста је присутна у следећим државама: Порторико, Барбадос, Девичанска острва, Свети Винсент и Гренадини, Свети Китс и Невис, Света Луција, Антигва и Барбуда, Доминика, Гваделуп и Мартиник.

## Угроженост
Ова врста је наведена као последња брига, јер има широко распрострањење и честа је врста.